# Голенищев Роман Петрович
Роман Петрович Голени́́щев (нар. 23 липня 1860 — пом. після 1915 року) — російський інженер, архітектор, кандидат архітектури; член Петербурзького товариства архітекторів з 1894 року.

## Біографія
Народився 11 [23] липня 1860 року. 1877 року закінчив Санкт-Петербурзьке комерційне училище. Протягом 1877—1883 років навчався в Санкт-Петербурзькому будівельному училищі. Після здобуття освіти отримав звання цивільного інженера по І розряду. Працював у Ризі, потім у Санкт-Петербурзі, де служив у Міністерстві фінансів і проєктував банківські споруди.

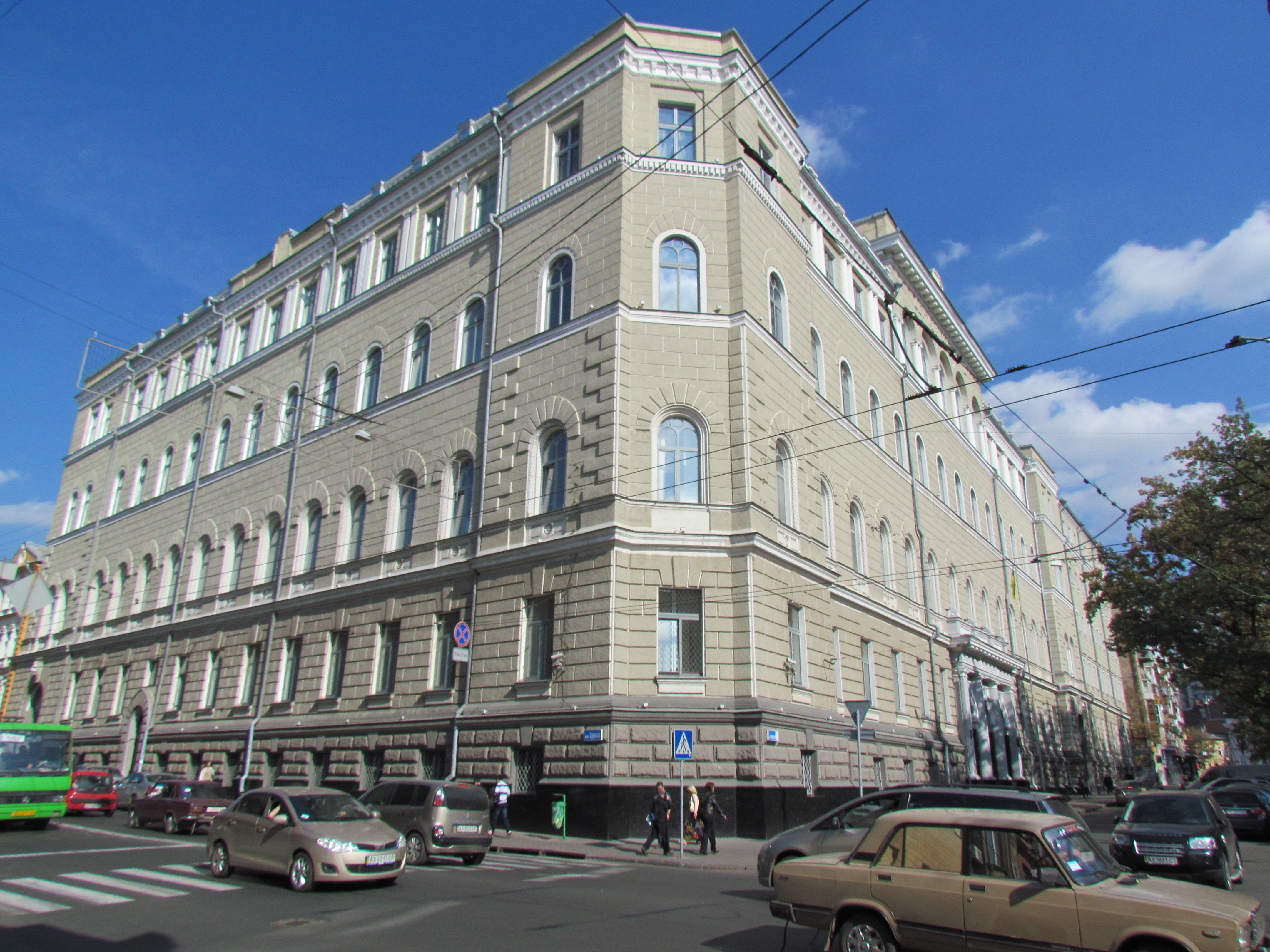
Державний банк.

У Харкові за його проєктом був споруджений витриманий у формах флорентійського ренесансу Державний банк на Театральній площі № 1 (1897—1900, будував Ф. Шустер).